# 機動戦士ガンダム MSV-R 宇宙世紀英雄伝説 虹霓のシン・マツナガ
『機動戦士ガンダム MSV-R 宇宙世紀英雄伝説 虹霓のシン・マツナガ』（きどうせんしガンダム エムエスブイ‐アール こうげいのシン・マツナガ）は、虎哉孝征による日本の漫画作品。原作：富野由悠季、原案：矢立肇、メカニックデザイン：大河原邦男。角川書店の漫画雑誌『ガンダムエース』にて2012年8月号から2017年5月号まで連載された。

## 概要
『ガンダムエース』で連載されたメカニックデザイン企画『MSV-R』を題材にした作品。前身の企画である『モビルスーツバリエーション (MSV)』で設定されたエースパイロットであるシン・マツナガを主人公に、彼の一年戦争における軌跡を描いた内容となっている。
第1巻前半は宇宙要塞ソロモンの陥落後に脱出したゼナ、ミネバ親娘や部下と再会するまでを描き、それ以降は一年戦争開戦当初からを描いている。
なお、既存のテレビシリーズ・OVA・ゲーム・漫画などに登場するキャラクターが多数登場するが、物語に関連せずカメオ出演的に登場するキャラクターも多い。
書籍『機動戦士ガンダム MSV-R ザク編』に、単行本未収録の短編「虹霓のシン・マツナガ Intermission」が掲載された。

## あらすじ
虹霓の白狼編 （1巻）
ドズル・ザビの特攻とソロモンの陥落のあと、ドズル親衛隊員マイヤーとオルガは、ドズルの妻ゼナと娘ミネバを月のグラナダに落ち延びさせようとする。しかし、その行く手には連邦軍ジャバウォック隊が待ち伏せる。攻撃の手がついにゼナたちの乗るグワジンにおよぼうとするとき、一機のリック・ドムが来援し、連邦軍を撃退する。そのリック・ドムを駆る男こそ、｢白狼」と呼ばれ恐れられたエースパイロット、シン・マツナガである。
シンはジオンの名門マツナガ家の嫡男として生まれ、敬愛し慕う幼馴染のドズルのために志願兵として従軍する。一年戦争緒戦の一週間戦争とルウム戦役で戦果を挙げ、瞬く間に昇進してゆく。ルウム戦役ではMSで出撃したドズルの護衛を務める。帰投後、ドズルはシンに「虹霓の白狼になれ」と叱咤激励する。
青き巨星の閃影編 （2巻）
ルウム戦役の直後、シンはサイド5のコロニー内で唯一生き残っていた少女オーレリアを救い、彼女の後見人となる。サイド3で暮らし始めたオーレリアは連邦軍の工作員に誘拐されてしまい、シンはオーレリアの身の安全と引き換えに連邦軍のレビル将軍が囚われている場所の情報を漏洩してしまう。シンは間一髪のところをランバ・ラル大尉に助けられ、そのままランバ・ラル隊とともに、軍の基地を占拠したダイクン派叛乱分子を鎮圧する戦いに参加する。鎮圧には成功するが、叛乱そのものが陽動であったため、レビルは連邦に奪還されてしまった。
辺獄の三戦鬼編（3-5巻）
デギン・ザビ公王のとりなしでレビル逃亡の責は不問とされたが、シンはドズルから一旦キシリア・ザビの旗下となり、月のグラナダに異動することになる。グラナダでラルと再会するも、シンにレビル捕縛を台無しにされた黒い三連星と反目、MSによる模擬戦で対決することになる。模擬戦の最中、連邦軍による月のマス・ドライバー奪還作戦が開始される。シンはラルや黒い三連星と協力し、大型レールガン搭載艦サントメ・プリンシペの破壊に成功するが、これにより旧友である連邦軍のトウヤ・シロナギ少佐が戦死してしまう。
雲蒸竜変・ソロモン編（5-7巻）
時は流れ、宇宙世紀0079年7月。連邦軍でもMSの開発が進んでおり、ジャバウォック隊の面々もMSの操縦訓練に余念が無い。一方、シンはソロモンでドズル親衛隊の隊長となっており、9月にはドズルの娘ミネバが誕生する。ミネバの生誕祭にはデギンやキシリアも出席、またオーレリアも音楽学校の生徒たちと共にソロモンを訪れる。そのような中、連邦軍は「アンタレス作戦」を発動して艦隊でザビ家が集うソロモンに攻めてくる。ジャバウォック隊が駆る連邦軍の試作超兵器プロトGファイターに対し、シンはアナベル・ガトーと、そして自ら専用機を駆って出撃したドズルとともに挑み、撃退する。ドズルは機体を破壊され宇宙を漂うが、ニュータイプの素養をもつ後宮のマレーネ・カーンに救われる。
夢幻泡影・落照の公国編（7-8巻）
ガルマ・ザビ、ランバ・ラル、黒い三連星たちも戦死していき、連邦軍の反抗作戦が懸念される中、サイド3のギレン・ザビ、グラナダのキシリアともにソロモンのドズルのもとへの増援はない。ドズルはデギン・ザビ公王への増援要請の密使としてシンをサイド3へ向かわせるが、シンはキシリア麾下のエース部隊「キマイラ」の襲撃を受け、捕らえられてサイド3へと連行される。その頃サイド3では、シンの父のマツナガ議員ら和平派が、デギンに戦争終結への働きかけをおこなうが、ギレン親衛隊に次々と暗殺・粛清されていた。サイド3を脱出したシンたちも親衛隊のロバート・ギリアム大佐の襲撃に遭うが、ゲルググJを得て撃退。キマイラ隊のジョニー・ライデン少佐と一騎討ちになり互角の戦いを繰り広げるものの、デギン派の介入により勝負はつかずに終わる。シンは連邦のシロナギ家と連絡をつけ、和平への道を作ることに成功するが、停戦交渉に出たデギン公王と連邦軍レビル将軍がソーラ・レイによって死亡してしまう。
那由他の天狼編（9巻）
シンはデギンの直命により、ゼナやミネバたちとともにアステロイドベルトにあるアクシズに向かうが、ジャバウォック隊やシンを逆恨みするマレーネたちの追撃を受ける。これらを撃退するものの、さらなる連邦軍の増援艦隊を止めるため、シンは同志とともに宙域にとどまる。
年月は流れ、宇宙世紀0096年。サイド3に戻り音楽教師をしながらシンを待ち続けているオーレリアだが、「ラプラスの箱」にまつわるミネバの演説を聞き、シンを探すために踏み出すことを決意する。

## 登場人物

### ジオン公国
シン・マツナガ
本作の主人公。
一年戦争緒戦の一週間戦争ではマイヤーとともに一等兵としてグリーンバーガー中尉の小隊に配属され、地球へ落下しようとするサイド2コロニー「アイランド・イフィッシュ」の護衛を務める。ザクII C型でマゼラン級「ハイデラバード」を撃沈し、伍長に昇進。ルウム戦役ではグリーンバーガーがシンを曹長として戦場任官し、直後に戦死。出撃した旧知の仲であるドズル・ザビ中将のザクIIをマイヤーとともに護衛する。戦功により中尉に昇進、ドズル直属の部隊に配属され、以降は特注の白い軍服を着用する。頭と肩の白いザクII F型に機種転換するも、数日後には全身が白いFS型に乗り換えている。
ドズルによりソロモンの守備隊長に任命される予定だったが、レビル将軍を巡る不祥事により収監される。結果的に罪状は不問とされるものの、突撃機動軍に転属となる。シンにこのことは彼がジオン共和国時代にドズルとともに面倒を見たガルマ・ザビ大佐によって伝えられる。マツナガは軍属になった理由をドズルの力になるためとして拒否するが、その決定がドズルおよびガルマの希望でもあると説得され受け入れる。
異動先のグラナダには黒い三連星がおり、酒場で喧嘩となるが、エリオット・レム少佐の提案により、3対3の模擬戦で決着を付けることになる。シン側のメンバーはオルガと、同じく異動となったランバ・ラル大尉。レムにより高機動型ザクII（RP型）の2号機を与えられるが、起動テスト時のラルとの模擬戦の際にエンジンが暴走、エアーズ市付近に不時着。市民軍に保護されるが、シンの旧友で連邦軍所属のトウヤ・シロナギ少佐と再会し、拘束されずに帰還。レムから追加装備が施されたRP型1号機を再び受領し、模擬戦の予定時刻ぎりぎりに到着する。
7月までには宇宙攻撃軍へ転属となり大尉に昇進、ソロモン守備隊長およびドズル親衛隊長となり、制式に高機動型ザクIIを受領している。
トウヤや、連邦軍の「アンタレス作戦」の際にイレギュラーな部下となるオスカーの想いを受け止め、「自分の力でなんとかこの戦争を止めたい」と考えるようになる。その後ドズルの密命によるデギン・ザビ公王への増援要請の任に就くが、ドズルの意に反してデギンに停戦を直訴しようと画策する。しかし「キマイラ」隊の襲撃を受けやむなく応戦、搭乗機がザクII FS型であるにもかかわらず4機のゲルググタイプを相手に善戦するが、同隊長のジョニー・ライデン少佐の速攻により撃墜され拘束される。サイド3でギレン親衛隊に引き渡され収監されるが、仲間に助けられ脱出、和平派のキリング・J・ダニガン中将と合流。ゲルググJを与えられ、ロバート・ギリアム大佐やライデンと渡り合う。
アクシズへ向かう際にはレムから三たび高機動型ザクIIが譲られる。追撃してくるジャバウォック隊や、シンをトウヤの仇と狙うマルセラ・スペンサー少尉と交戦。さらに乱入してきたマレーネ・カーンの大型モビルアーマーに対しては一緒にアクシズに行くよう説得を試みるも聞き入れられず、やむなく撃墜。連邦軍増援艦隊との戦闘後の生死は不明だが、本作のラスト・シーンでは四肢を失っているものの、コックピット・ハッチが開いている搭乗機が描かれている。
ドズルの妻ゼナとは、ルウム戦役後に初めて会った際にはその美貌に見とれているような描写がある。ソロモン攻防戦後、ゼナから一緒に逃げるよう懇願される際には動揺するも、「身の程以上の事を成そうとし、過ちを再び犯すことは恐怖」であると語り、あくまで軍人としてのサポートに徹することを伝える。マレーネとの戦闘の際には、見透かされるようにゼナに気があることを指摘されるが、「そうだとしても、墓場まで持って行く」と返答している。

オーレリア
サイド5出身の少女。ルウム戦役直後に、コロニー内で唯一生き残っているところをシン・マツナガに救助される。
ジオン軍に対して故郷や家族を失った恨みの念はもっておらず、ジオン公国に移民する。バイオリンの腕は良く、シンが後見人となり、ドズルの推挙もあってサイド3の王立音楽学校へ通うことになる。しかし、連邦軍工作員に誘拐されシンの人質になり、右手の小指を折られてしまう。その後クラウレ・ハモンのもとに身を寄せるが、シンに迷惑をかけたことを気に病み、引きこもりがちになる。ダーナに引き取られてからは徐々に元気を取り戻し、再び音楽学校にも通うようになる。
9月のソロモンでのミネバ・ザビ生誕祭では、オーケストラの一員としてバイオリンの演奏を披露している。ハマーン・カーンと姉マレーネに出会い、わずかな時間だが久しぶりにシンとも再会する。式典終了後の連邦軍の「アンタレス作戦」の最中、ソロモンに潜入した連邦軍兵士が叔父であるオスカー・シクリッドと気付き、彼が暗殺しようとするゼナ・ザビとミネバを身を挺して護り、説得する。
その後サイド3に戻り、戦死したガルマ・ザビの国葬に参列。また、シンから電話でランバ・ラルとハモンの訃報を聞き号泣する。
マツナガ家の関係者が次々と検挙されるなか、ダーナとともにダニガンによって保護され、シンたちと合流。ソロモン陥落後、ゼナの力になりたいと、彼女たちが乗るグワジン級にシンたちとともにソドン巡航船で駆けつける。
アクシズへ向かうグワジン級に乗艦。アクシズではミネバにバイオリンを教える。宇宙世紀0096年にはサイド3の学校で生徒に音楽を教えている。
オルガ・タルヴィティエ (Olga Talvitie)
ブロンドの長髪が美しい女性MSパイロット。キャラクターデザインはアニメーターの鈴木竜也。カラー設定画によれば青い瞳で、軍服およびノーマルスーツは紫と茶色を基調とする。
宇宙世紀0079年2月には、グラナダ基地のエリオット・レム少佐のもとでMSのトレーナーを務めているが、その技量は「黒い三連星」にははるかにおよばない。シン・マツナガ、ランバ・ラルと組んで黒い三連星との3対3の模擬戦を行うことになる。
9月にはソロモンのドズル親衛隊に転属しており、マイヤーとともにシンの部下となっている。ソロモンからの撤退時にはゼナ、ミネバの乗るグワジン級の護衛を務める。搭乗機はザクIIだが、のちにシンのリック・ドムを譲り受ける。
引き続きアクシズへ向かうグワジン級の護衛を務めるが、マレーネのMAの無差別攻撃により被弾し、マイヤーの助けで艦に戻る。
ガストン
メカニック担当で、階級は曹長。オルガからは「おやじさん」と呼ばれる。
サイド3でシンのザクII FS型の調整をおこなう。その後グラナダに異動し、エリオット・レム少佐の部下となる。9月にはソロモンに異動しており、ドズル親衛隊の機体の整備や、敵兵器の解析などをおこなう。
シンのサイド3行きに同行し、「ペルル・ノワール」の乗員となる。ソロモン陥落後、ゼナやミネバらの乗るグワジン級に、シンたちとともにソドン巡航船で駆けつける。
アクシズへ向かうグワジン級に乗艦。宇宙世紀0096年には、レオニー・ベルナールの輸送船「ペルル・ノワールII」の乗組員になっている。
ドズル・ザビ
宇宙攻撃軍司令で、階級は中将。
シンの幼馴染であり、一週間戦争戦争の戦功者の表彰の際にシンが従軍していたことに驚く。ルウム戦役の際には自ら専用のザクIIに搭乗してグワジン級「グワラン」より出撃。その際にシンとマイヤーが護衛を務めるが、グワラン帰投後にシンを殴ることで上官へ楯突いた非礼を帳消しにし、「虹霓の白狼になれ」と叱咤激励する。
9月にはソロモンでミネバの生誕祭を開催。デギン・ザビに自分たち兄弟の母親が異なることを前提に、早々にミネバの「次を考えてくれ」と諭される。式典終了後に連邦軍が「アンタレス作戦」によりソロモンを襲撃、自らも専用のザクII（改良型）で出撃する。プロトGファイターと交戦するも機体は爆散、間一髪で脱出に成功するが、ノーマルスーツ姿で宇宙を漂う。ドズルの危機を察知したマレーネ・カーンによって救助され、無事帰還を果たす。
シンにデギンへのソロモン増援要請の密命を任ずるが、その結果を知ることなくソロモン防衛戦で戦死。

ゼナ・ザビ
ドズルの妻。シンとはルウム戦役後にドズルから紹介され初めて会う。ドズルの戦死後、シンの前でだけ涙を見せ、自分とミネバを連れて逃げるようシンに懇願する。

ザビ家
本作品では、ドズルとその家族以外のザビ家とシン・マツナガの関係についても描かれた。
レビル将軍脱走の一因を作ったシンおよびランバ・ラル大尉に対し、ギレン・ザビ総帥は厳罰を主張するが、デギン・ソド・ザビ公王は、戦争の継続が決まったこの時勢にいたずらに人材を減らすべきではなく、また国民にも信のある者たちであるととりなして不問とする。しかし宇宙攻撃軍内部でもシンたちの処分を求める声が大きいため、彼らのパイロットとしての能力を高く評価するキシリア・ザビ少将の突撃機動軍へ転属となり、収監されているシンには地球に降りる直前のガルマ・ザビ大佐によって伝えられる（彼もシンとは幼馴染であった）。その後、マ・クベ少佐（当時）のキシリアへの上申もあり、シンは宇宙攻撃軍に戻されることになる。
ドズルの密命でサイド3のデギンのもとへ向かうシンを「反逆者」として、ギレンは自らの親衛隊を、キシリアは麾下のエース部隊「キマイラ」を差し向ける。しかし最終的にはデギンが自らのロイヤルガードを介入させてシンを保護する。デギンはシンにミネバ・ザビとゼナをアクシズに送り届けることを要請する。

グリーンバーガー
一年戦争緒戦のシンとマイヤーの上官で、階級は中尉。専用のザクⅠに搭乗。ルウム戦役でジャバウォック隊のセイバーフィッシュの攻撃を受け負傷、シンに指揮権を委譲して戦死する。名前は漫画『ガンダムパイロット列伝 蒼穹の勇者達』が初出で同作ではMS中隊長としてザクIIに搭乗しており艦砲にて撃墜されている。
ローサ、ゾフィー
王立音楽学校に通うオーレリアの同級生。カチューシャの子がゾフィー、二つ結びの子がローサである。ガルマの国葬にも参列しているが、その際は二人とも髪を下ろしている。
ダーナ
シンの乳母で、彼の依頼を受けてオーレリアの世話をする。
一年戦争末期には、オーレリアとともにダニガンに保護される。
宇宙世紀0096年にも存命で、アクシズからズムシティへと戻ったオーレリアのことを気にかけている様子がうかがえる。
マレーネ・カーン
ハマーン・カーンの姉。ドズル・サビの側室。
スペース・ランチやMSの操縦もでき、「アンタレス作戦」の際には、乗機を失い宇宙漂流するドズルの救出をザクIに乗っておこなう。
ニュータイプの素養があり、フラナガン機関の被験者でもある。ソロモン陥落後はドズルを護りきれなかった親衛隊に恨みを抱き、アクシズへと向かうシンたちにモビルアーマーで襲い掛かる。
マツナガ
シン・マツナガの父で、議員。和平派であり、要職から干されている。ダニガン中将とは旧知の仲。
のちにロバート・ギリアム大佐らによって暗殺される。
レオニー・ベルナール
ガガウル級駆逐艦「ペルル・ノワール」の艦長で、階級は少尉。腕は良いと自称するが忠誠心は皆無。シンとオスカー・シクリッドを乗せて密かにソロモンからサイド3へと向かう。その途中で「キマイラ」に襲撃された際には、迎撃に出たシンに対し、（相手が超エースということもあり）早々に支援を諦め逃亡を図るが、シンともども捕らえられサイド3へ連行される。一緒に捕らえられていたオスカーを見捨てて1人で逃走を図るが、結果としてシンがギレン派の拘束から逃げることの手助けをすることになる。
アクシズへ向かうグワジン級に同行するが、「ペルル・ノワール」は撃沈される。たまたま艦外に出ていたために助かり、グワジンに収容される。宇宙世紀0096年には、民間の輸送船「ペルル・ノワールII」の艦長になっている。オーレリアにアプローチをかけているが、無視されている。
ウエスト
学徒動員兵で、「ペルル・ノワール」の乗員。オーレリアに恋心を抱く。
アクシズへ向かうグワジン級に同行するが、マルセラ・スペンサーに「ペルル・ノワール」のブリッジを狙撃され戦死。
マッキ・ヴィスコンティ
エース部隊「キマイラ」の一員。
キシリア・ザビの密命により、サイド3へ向かう「反逆者」シン・マツナガを拘束するため、ジェラルド・サカイ大尉やトーマス・クルツ中尉らとともに襲撃する。頭部が特徴的な高機動型ゲルググに搭乗し、接近戦を得意とする。
ハインケル・バッツ
キマイラ隊の一員で、階級は大尉。
マッキらとともにシンを襲撃する。オッゴを背負ったゲルググ高機動型 R型に搭乗する。
マーカス・ストークス
ダニガン中将の部下で、階級は少尉。工業プラント防衛のためにゴブル宇宙戦闘攻撃機に搭乗して出撃するも、ギリアムの部下のリック・ドムに撃墜される。
以下の人物は各人の項目を参照。
- アナベル・ガトー
- ウォルフ・ランサム
- ウラガン
- エリオット・レム
- カリウス・オットー
- キリング・J・ダニガン
- クラウレ・ハモン
- クランプ
- 黒い三連星
- ゲラート・シュマイザー
- ケリィ・レズナー
- コズン・グラハム
- コンスコン
- シャア・アズナブル
- ジェラルド・サカイ
- ジョニー・ライデン
- タチ
- ダルシア・バハロ
- トーマス・クルツ
- ドレン
- トワニング
- ノリス・パッカード
- ノルド・ランゲル
- ハマーン・カーン
- フラナガン
- マ・クベ
- マイヤー
- メイ・カーウィン
- ラコック
- ランバ・ラル
- ルーゲンス
- ロバート・ギリアム
- （エリオット・レムの回想に登場）
  - ゲンザブロウ・ホシオカ
  - テオ・パトジノフ
  - トレノフ・Y・ミノフスキー
  - ミオン・ホシオカ
- （ダーナの回想に登場）
  - アルテイシア・ソム・ダイクン
  - サスロ・ザビ
  - ジオン・ズム・ダイクン
  - ジンバ・ラル
- （ガルマ・ザビの国葬に参列）
  - エギーユ・デラーズ
  - シャリア・ブル
  - シンシア
  - ヘルベルト・フォン・カスペン
  - ユーリ・ケラーネ

### 地球連邦軍
コーマック・ブラックウッド (Comac Blackwood)
本作品でシンたちの「宿敵」となる「ジャバウォック」隊の隊長で、階級は中尉。キャラクターデザインは鈴木達也。
ルウム戦役や「スワローウルフ作戦」ではセイバーフィッシュに搭乗してザクに対抗するが苦戦を強いられる。7月にはシミュレーターでMSの操縦訓練を受けている。9月にはプロトGファイターを受領、Gシュライクに搭乗してソロモンを数度に渡り襲撃、Vファイターモードに合体してジオン軍のエースパイロットが乗るMSらと渡り合うが、ドズルのザクIIとの戦いで負傷する。一年戦争末期にはMSを与えられ、ジム・ガードカスタムに搭乗し最後までシンたちを追撃する。MS受領以降はヘルメット側面に連邦軍章に重ねてダイヤのマークが描かれている。
ホープ・ギャロウェイ (Hope Galloway)
ジャバウォック隊の一員で、階級は少尉。髭を生やした陽気な黒人の青年。キャラクターデザインは鈴木達也。
一撃離脱戦法を得意とし、チームの前衛を担当する。プロトGファイターではGイグニスに搭乗。一年戦争末期にはジム・インターセプトカスタム（・イグニス）に搭乗する。ヘルメットのマークはクラブ。
エルネスト・ギロー (Ernesto Guiraud)
ジャバウォック隊の一員で、階級は少尉。寡黙でクールな青年。キャラクターデザインは鈴木達也。
長距離射撃を得意とし、ルウム戦役ではセイバーフィッシュでグリーンバーガー中尉のザクIに致命傷を与えている。プロトGファイターではGアトラスに搭乗、自分に合っていると評価している。しかしソロモンでアナベル・ガトー少佐の攻撃を受け負傷、パイロットをオスカー・シクリッドと交代する。一年戦争末期には復帰し、ジム・スナイパーカスタムに搭乗する。ヘルメットのマークはハート。
トウヤ・シロナギ
大型レールガン搭載艦「サントメ・プリンシペ」の超長距離砲撃により、ジオン軍に占拠されたマス・ドライバー基地を沈黙させる「スワローウルフ作戦」の立案者で、階級は少佐。パオロ・カシアス中佐を通じて作戦を上申する。
かつては連邦の駐在武官の子としてサイド3に居住しており（ダーナの回想には父親のシロナギ少佐も登場する）、幼少からのシンの親友であった。凶暴であると同時に気高い狼に憧れており、シンと「二人で狼になろう」と約束した仲である。
エアーズ市に不時着したシンと再会。その後に故障した「サントメ・プリンシペ」を止めるため艦内に進入、追ってきたシンと対峙する。シンに戦争を止めるために手を組むことをもちかけるが断られ、直後に外部からの攻撃により死亡する。遺体はシンによって回収され、そのことが原因でシンはマ・クベより査問を受けることになる。
マルセラ・スペンサー
エアーズ市民軍の女性で、不時着したシンを保護する。その後トウヤと共に「スワローウルフ作戦」に地上部隊として参加。7月には連邦軍で資質が認められ、曹長となりMSパイロットの訓練を受ける。その後少尉に昇進、フルアーマー・ガンナーガンダムに搭乗する。トウヤを殺した（と認識している）シンを仇としており、アクシズへ向かうシンたちの前にジャバウォック隊とともに立ちふさがる。
オスカー・シクリッド
プロトGファイターの運用責任者で、階級は大尉。元は戦闘機パイロットであり、負傷したエルネスト・ギローに代わってGアトラスに乗り「アンタレス作戦」に参加する。連邦軍によるMSの本格配備前に戦争を終わらせられれば、それだけ戦争の犠牲者も減るという考えを持っている。
オーレリアの叔父であり、妻と娘はルウム戦役で消息不明になっている。ジュリアとイルマという名だが、どちらが妻でどちらが娘かは不明。
作戦中に潜入したソロモン内部で、死んだと思っていたオーレリアと再会。ゼナおよびミネバ・ザビ暗殺の失敗と、戦争の早期終結を望むシンの説得を受け入れ、シンの（非公認の）部下となる。
サイド3へ向かうシンに同行。工業プラント防衛の際には作業用ザクに搭乗する。
アクシズへ向かうグワジン級の護衛を務める際には狙撃仕様のザクIIに搭乗するが、マレーネのMAの無差別攻撃からホープ・ギャロウェイを護るため、自機を盾にして死亡。
以下の人物は各人の項目を参照。
- グリーン・ワイアット
- ゴップ
- ジャマイカン・ダニンガン
- セキ
- ティアンム
- テム・レイ
- パオロ・カシアス
- 不死身の第4小隊
- モスク・ハン
- リード
- レビル
- （ジャブローでレビルの訓示を聴く）
  - ブラン・ブルターク
  - ホーク・ロイザー
  - ルース・カッセル
- （ルナツーでレビルの訓示中継を視聴）
  - クリスチーナ・マッケンジー
  - テリー・サンダースJr.
  - ユウ・カジマ

## 登場兵器
ジオン公国軍
- MS-05B ザクI
  - MS-05Q ザクI Q型

- MS-06F ザクIIF型
  - MS-06C ザクIIC型
  - MS-06F ザクII（ドズル・ザビ専用機）
  - MS-06F ザクIIF型（狙撃仕様）
  - MS-06FS ザクII FS型
  - MS-06S ザクIIS型
  - MS-06W 作業用ザク

- MS-06R-1A 高機動型ザクIIR-1A型
  - MS-06RP 試製高機動型ザクII
  - MS-06R-2 高機動型ザクIIR-2型

- MS-09R リック・ドム
- MS-14B 高機動型ゲルググ
  - MS-14BR ゲルググ（ハインケル・バッツ専用機）

- MS-14C ゲルググキャノン
- MS-14JG ゲルググJ
- YMS-15E ギャン・エーオース
- MA-05 ビグロ
  - MA-05R ビグ・ルフ

- MA-08 ビグ・ザム
  - マレーネ・カーン搭乗MA

- G87 ルナタンク
- ガガウル級駆逐艦
- ガランシェール（同型艦）
- キュイ
- グワジン
  - グワラン
  - グレート・デギン

- ゴブル
- チベ
- マゼラ・アタック
- ムサイ
  - ファルメル
  - ワルキューレ

地球連邦軍
- Rrf-06 ザニー
- RGM-79SC ジム・スナイパーカスタム
  - RGM-79KC ジム・インターセプトカスタム
  - RGM-79HC ジム・ガードカスタム

- フルアーマー・ガンナーガンダム
- FF-S3 セイバーフィッシュ
- サントメ・プリンシペ
- プロトGファイター

## 書誌情報
- 漫画：虎哉孝征、原作：富野由悠季、原案：矢立肇、メカニックデザイン：大河原邦男 『機動戦士ガンダム MSV-R 宇宙世紀英雄伝説 虹霓のシン・マツナガ』KADOKAWA〈角川コミックス・エース〉、全9巻
  1. 2013年3月26日発売、ISBN 978-4-04-120635-5
  2. 2013年9月21日発売、ISBN 978-4-04-120842-7
  3. 2014年3月26日発売、ISBN 978-4-04-121064-2
  4. 2014年9月26日発売、ISBN 978-4-04-102117-0
  5. 2015年3月26日発売、ISBN 978-4-04-102118-7
  6. 2015年9月26日発売、ISBN 978-4-04-103500-9
  7. 2016年3月26日発売、ISBN 978-4-04-104096-6
  8. 2016年11月26日発売、ISBN 978-4-04-105111-5
  9. 2017年3月25日発売、ISBN 978-4-04-105465-9